# Autófóliázás
Autófóliázás esetén beszélhetünk az autó üvegfelületeinek, valamint a karosszériájának fóliázásáról is. Autóüveg-fóliázás esetén a kocsi ablakának üvegeit borítják be speciális fóliával, amely a jármű komfortosságát és biztonságát hivatott növelni különleges tulajdonságai révén. A karosszériafóliázás célja lehet dekorációs jellegű vagy akár a fényezés védelmét szolgáló megoldás is.

## Az autóüveg-fólia
Az autóüveg-fóliázáshoz poliészter alapanyagú fóliát használnak. Egy autóüvegfólia-termék annak ellenére, hogy szemmel láthatóan nagyon vékony, több rétegből áll össze. A fólia különféle rétegeit adhatják a hordozó anyag, a színezett anyag, a különböző fémrétegek, a karcálló anyag, a védőfólia stb. Az autóüveg-fólia vastagsága általában 25 és 175 mikron között változik. A felszerelést a jogi előírások miatt jellemzően szakkivitelező végzi.
A fólia az alábbi, a jármű komfortját, biztonságát javító tulajdonságokkal rendelkezhet:
- Hővédelem: az autóüveg-fóliák képesek akár a napsugárzás 80 százalékának visszaverésére, így az autó utasterének felmelegedését nagymértékben gátolják, kiegészíthetik vagy akár egészében helyettesíthetik is a klímaberendezést.
- Energia-megtakarítás: a hővédelemnek köszönhetően nyáron, meleg időben tehermentesíti a klímaberendezést. Mindezek által csökkenhet a jármű fogyasztása, energia takarítható meg.
- Ultraibolya-védelem: az autóüveg-fóliák nem csak a látható napsugárzást verik vissza, de a bennük található különleges ultraibolya-blokkolók segítségével a káros napsugarakat is képesek megszűrni. Ez egyrészt lassítja a jármű belterében található berendezések, tárgyak sárgulását, fakulását, másrészt védi a kocsiban utazók szemének épségét is.
- Betekintés- és vakításvédelem: a színezett fóliafajták csökkentik a napfény vakító hatását, így védik a szemet és lehetővé teszik a jármű biztonságosabb vezetését. Emellett bizonyos mértékig azt is megakadályozzák, hogy a jármű belterébe kívülről illetéktelenek tekintsenek be, így az értéktárgyakat is védik.
- Szilánkvédelem: a fóliával ellátott ablakok szilánkvédelme nagymértékben megnövekedik, a nagy szakítószilárdságú fólia védelmet biztosít nem csak üvegtöréses sérülések, balesetek esetén, de erőszakos behatoláskor is.
- Dekoratív megjelenés: a színezett fóliák nagymértékben képesek az autó üvegének, és így az egész jármű megjelenésének, esztétikusságának fokozására.

A fényáteresztés csökkenése bizonyos hátrányokkal is járhat, például éjszaka ronthatja a látási viszonyokat, illetve hatósági ellenőrzéskor megnehezítheti az autóban ülő személyek azonosítását.

### Az autóüveg-fóliázás menete
Az autóüveg-fólia felrakásához tökéletesen tiszta ablakfelületre van szükség, amely mentes a zsírtól, kosztól és szennyeződésektől. A fóliázás előtt általában a fóliázást végző szakemberek alaposan megtisztítják az üveget még akkor is ha a jármű már megtisztított állapotban kerül a műhelybe. A fóliázást megelőzően kimaszkolják azokat a felületeket, ahonnan a fólia alá annak telepítése közben kosz kerülhetne. Ezt követően az ablaküveget speciális tisztító vegyszerekkel kezelik. A szabad szemmel nem látható szennyeződéseket egy speciális penge segítségével távolítják el, az úgynevezett gyaluval vagy pengézővel.
A fóliázás alapvetően kétféle módszerrel történhet: szétszedéses, illetve szétszedés nélküli módon. A szétszedéses módszert sok járműtípus esetében egyáltalán nem ajánlják a szakemberek, mert kivitelezése túlságosan bonyolult, nagy az alkatrészek sérülésének veszélye, bizonyos esetekben azonban a szétszedéses technológia alkalmazásával esztétikusabb eredmény érhető el. A kiszereléses technika előnye, hogy nem csak a látható részek, hanem a teljes üveg fóliázásra kerül, a szilánk- és üvegtörés-védelem elleni fólia ezzel a módszerrel rakható fel hatékonyan, és a fólia gyorsabban meg is szárad. Ugyanakkor a kiszerelés időigényesebb módszer, illetve nagyobb a sérülés veszélye.
A karosszériába ragasztott üvegeket rendszerint a helyükön fóliázzák, így a megfelelő munkakörülmények biztosításához további előkészületekre van szükség, mint például a műszerfal vagy kárpit megfelelő nedvesség elleni védelmére.
Az üveg megtisztítása után lemérik annak pontos méreteit, majd nagy tűréssel kivágják az üvegre telepítendő fóliát. Az anyagot először kívülről helyezik fel, hátsó szélvédők esetében hőlégfúvóval melegítik az üvegre a gyárilag egyenes anyagot, ezáltal a fólia tökéletesen felveszi az üveg formáját. Ezután a felesleges részeket levágják az anyagról. A fólia végleges felhelyezésének műveletét megelőzően kerül sor a megfelelő engedélyszám felrakására is, amely a fólia és az üveg közé kerül. A fólia védelmét szolgáló külső réteget leválasztják, majd a felhasználandó réteget és az üveg belső felületét benedvesítik, és a fóliát precízen a helyére illesztik. A nedvesítés lehetővé teszi, hogy a fóliát pontosan a megfelelő helyre illesszék, szükség esetén csúsztatással annak helyzetét korrigálhassák a szakemberek, valamint azt is, hogy a légbuborékokat megfelelő szerszám segítségével a fólia alól eltávolíthassák.
Amennyiben bármilyen szennyeződés maradt az ablakon a fóliázást megelőzően, az ebben a szakaszban mutatkozik meg, és később látható, zavaró foltot hagy vagy akár a fólia sérülését is okozhatja.

#### Az autóüveg-fóliázás ideje
Az autóüveg-fóliázás egy úgynevezett vizes eljárással készül, ahol egy tapadást késleltető anyag és ioncserélt víz egyvelegét permetezik az üvegre és a fóliára egyaránt. Mivel az említett egyveleg 90%-a víz, a 0 °C alatti hőmérsékleten a fólia és az üveg között rekedt víz megfagyhat. A professzionális autóüveg-fóliázás kivitelezői ősz végétől tavasz közepéig (fagymentes időszakon kívül) olyan vegyszerekkel keverik a felhordó „síkos vizet”, amitől az -27 fokig fagytűrővé válik. Az autóüveg-fóliázásra a nyár a legalkalmasabb évszak, hiszen a víz gyorsan elpárolog az üveg és a fólia közül.[forrás?]

### Jogi szabályozás
A magyarországi jogszabályok értelmében az első szélvédőre, a napellenzőkkel takart felületre, bármilyen sötétségű fóliacsík telepíthető, a szélvédőn és a „B oszlop” előtti üvegeken ugyanakkor nem engedélyezettek olyan színezett fóliák, amelyek a már fóliázott üveg fényáteresztését az előírt minimum, azaz 70% alá csökkentenék. A vezető látóterében lévő oldalablakra engedélyes fólia szerelhető, ha a fólia és az üveg együttes fényáteresztése nem csökken 70% alá. A „B” oszlop mögötti ablakokra, bármilyen sötétségű engedélyezett fólia felszerelhető.
A fólia és az üveg közé eltávolíthatatlan módon kell a „H” vagy „AF” minősítő jelölést elhelyezni. A fóliázásról a kivitelezés után a fólia forgalmazó rendszerétől függően papír alapú vagy plasztikkártyás műbizonylatot kell kiállítani, mely igazolja a fólia szakszerű felszerelését és a fólia engedélyének meglétét egy rendőri ellenőrzés vagy a vizsgáztatás során.

## Autófóliázás karosszériára
A karosszéria fóliázása esetén vagy PVC alapú vagy poliuretán fóliát használnak fel. A PVC-fólia dekorációs jellegű, a poliuretán pedig általában a fényezés védelmére szolgál. A kimondottan karosszériavédő fóliák színtelenek és különböző vastagságban léteznek. Feladatuk, hogy az autó fényezését megvédjék a felverődő kavicsoktól. Általánosságban nem komplett autót vonnak be vele, csak a sérüléseknek kitett felületeket.

## Wrapping autófóliázás
A wrapping kifejezés az angol wrap (betakar, beborít, befed) igéből származik. A csomagoláshoz használt fóliák alapvetően a hengerelt és az öntött gyártási eljárással készültekre oszthatóak. A hengerelt típus íves felületekre nem ajánlott. Az autócsomagoló fólia termékek különleges felépítése lehetővé teszi, a fóliák bármely autón történő felhasználását legyen a dekorálandó rész az autó karosszériája vagy akár a belső felületei. Később a fólia eltávolítható és akár új fólia is felszerelhető. A dekor fóliák között számos variáció található (például bőr, matt, fényes, karbon stb.). A karosszéria fóliázás gyors, olcsó, tiszta és ha meguntuk vagy eladjuk a járművet, akkor pár óra alatt újra elővarázsolhatjuk az eredeti fényezését. Nem nő a fényezés vastagsága így az autófólia nem avultatja az autó értékét, mint a fényezés. Léteznek olyan autófólia színek, amelyeket fényezéssel egyáltalán nem vagy csak borzasztó drágán lehet megoldani. Az alábbiakban az autó wrapping („autó csomagolás”, azaz autófóliázás) elkészítéséhez választható főbb fóliatípusokról olvashatsz. Az itt leírtaknál jóval többfajta autófólia létezik, amelyek segítségével bármilyen egyedi elképzelés megvalósítható az autódekorálás terén.
1. Kaméleon vagy flip-flop fólia
Mint sok minden más tuningőrület, a kaméleon fényezés is Amerikából indult. Egy autófesték típusba speciális pigmenteket kevertek, és ezzel értek el olyan hatást, mintha az autó vagy motor menet közben változtatná a színét. Ezt a hatást a fény beesési szögének változása adja, és ez az egyik leglátványosabb fényezési forma.
Sokáig ezt csak speciális festékekkel és még speciálisabb kezeléssel, nagyon magas áron tudták elkészíteni, de mára már az autófólia használatával is van erre megoldás, jóval kedvezőbb költségekkel.
2. Karbon fólia
A karbont eredetileg nem díszítőelemnek szánták. Az összeszőtt szénszálak ereje az acéléval vetekszik, súlya pedig az alumíniumnál is könnyebb, ezért versenyautókon és tuning gépeken használták a karosszéria súlyának csökkentésére.
Mivel elég speciális szerepet játszott az autósportban, a tunerek hamarosan díszítőelemként kezdték használni a motorháztetőkön és a különböző elemeken, így hamarosan az autódekorálás egyik lényeges szereplőjévé vált. A karbon fólia speciális eljárással készül, domborúra nyomott, a szénszálakat idéző mintával.
3. Szálcsiszolt, fémhatású és famintájú fóliák
Ezek a fólia típusok merőben új és szokatlan külsőt kölcsönöznek a járműveknek. Ez a fajta autódekorálás tulajdonképpen a különböző természetes anyagok utánzására helyezi a hangsúlyt, így az autófólia felületén olyan mintázatok bukkannak fel, mint a fa, a bőr és a fém.
4. Nyomtatott fólia
Szinte minden feladatra alkalmas, és az egyik leggyakrabban használt autófólia. A felületére akár fotóminőségű nyomtatás is kerülhet, így a járműveken való reklámozás legelterjedtebb formája. Nyomtatás után ajánlott felületvédelemmel (pl. laminátummal) ellátni, hiszen tartóssága így a leghosszabb. A nyomtatott fólia nemcsak reklámcélokra használható, hanem kiváló anyag autó vagy motor tuningok készítésére, illetve versenyautók, versenymotorok díszítésére is. Ez az autódekorálás terén leggyakrabban alkalmazott fólia típus, hiszen felhasználási lehetőségei úgyszólván korlátlanok.
5. Vágott plotterfólia
Egyszerűbb kreatív fólia, egyedi tervezésű dekorációk készítésére szolgál. Egy vagy több színes fóliából géppel egyedi grafikákat lehet kivágni, mint például rajtzászlók,

## Karosszéria fóliázás színező fóliákkal (color wrapping)
A fóliával történő autó átszínezés szintén felbontható kisebb célcsoportokra. Tekintettel arra, hogy autót nem csak szalonállapotban, vagy nem csak javító fényezés helyett lehet fóliázni, a következő alcsoportok szerint kategorizálható;

### Szalonautó fóliázás
Egy új autó esetében, az autófóliázás a karosszéria és a fényezés védelmét szolgálja. Az autófólia a legtöbb esetben, megvédi az autót a kavicsfelverődésektől, gallyak, ágak karcolásaitól, a lehulló levelek elszínezéseitől, valamint a közúti sár és mocsok marásaitól. Mindemellett a színes és speciális autófóliák után, elláthatja autóját karcvédő, kavicsfelverődések és egyéb agresszív sérülések elleni autófóliával. Ebből kiderül, hogy az autó védelmét, minél hamarabb, amennyiben megoldható, a szalonból egyenesen a karosszéria fóliás szakműhelybe célszerű eljuttatni, ezzel kivédve az idő múlásával keletkező amortizációkat.
Egy másik gyakori eset, amikor egy szalonban vásárolt autó esetén, nem található abban a színben, vagy igen magas felárat kérnek az autó kért színében történő legyártásakor. Ilyenkor célszerű a legolcsóbb gyári színben beszerezni az autót, ezzel több százezer vagy akár millió forintot spórolva.

### Használt autó fóliázás
Egy régebbi, de még jó használati értékkel rendelkező autó esetében is érdemes mérlegelni az autófóliázás gondolatát. Amennyiben még legalább 3-5 éve lehet az autónak, viszonylag gondmentesen és üzembiztosan, csak a kinézete öreges, kopottas, az autófóliázás a legjobb választás. Ár-érték arányban, minden egyéb technológiát maga mögé utasít, 5 év teljes körű garanciája pedig biztosíték a gondmentes autókázásra. Az enyhén sérült autó karosszériát fóliázás előtt, minden esetben célszerű felmérni. Ez nem csak azért fontos, mert esetlegesen a karosszéria fóliázás nem képes megállítani a korróziót, hanem azért, mert esztétikailag sem a legjobb Sok esetben elég a felületek átcsiszolása, esetleg feltöltése, hogy a maximális új autó hatás elérhető legyen.
A lepattogott lakk a karosszéria lakatos egyik leggyakoribb karosszéria javítási feladata. Legtöbb esetben a nagy mennyiségű tartós UV sugárzás okozza. A felpattogás kezelése, a megmaradt lakkréteg érintett területen történő visszacsiszolása. Fontos, hogy a karosszéria lakatos ne csiszolja fel túl mélyen, mert ilyen esetekben a festék általában érintetlen. A csiszolást jobbára vizes technológiával végzik, nagy finomságú csiszoló vászon segítségével. A karosszéria javítás csiszolási fázisa után, a festék felület szakszerű takarítása következik. Általában a karosszéria lakatosnak nem szükséges külön oldószerrel kötőképessé tenni az eredeti festékréteget, ezért csak a megfelelő por és zsírmentesítésre kell odafigyelni. Amikor elkészült a felület, több rétegben prémium lakk kerül a felületre, nagynyomású szóró technológiával. Ezt addig ismétlik, amíg a felület el nem éri a pluszos vastagságot. Amikor a karosszéria lakatos mérésekkel meggyőződött a lakkrétegek végleges szilárdságának eléréséről, többmenetes polírozási eljárással egy síkba hozza felületet.

### Sérült, törött autó karosszéria fóliázása
Amikor egy autó törik, az értéke drasztikusan lezuhan. Ebben az esetben, a gazdája dönthet úgy, hogy megválik tőle roncs formájában, vagy megkezdheti az autó helyreállítását. Ebben az esetben is jó választás lehet a karosszéria fóliázás. Abban az esetben, ha a törés több elemet is érintett, legtöbb esetben a karosszéria javítást a karosszériások bontással kezdik. Ez nem csak azért fontos, hogy a karosszériás könnyebben hozzáférjen, hanem azért nélkülözhetetlen a karosszéria javítás eme eljárása, mert a belső vázszerkezeti károkra így derül fény a legkönnyebben. Az így felfedezett hibák, általában orvosolhatóak, de kezelés nélkül egy meghasadt váz, könnyen rohadásnak indul, és annak a karosszéria javítása már sokkal bonyolultabb és költségesebb művelet. A részlegesen javított autók esetében választható opció a javított elemek fóliázása. Ez azonban nem a legcélravezetőbb, mert a fényezés és a karosszéria fólia színei általában nem egyeznek. A teljes felület fóliázása ugyan költségesnek tűnhet, de az általános 5 év garancia biztosítékot ad arra, hogy a befektetés megtérül.

## Autó fóliázás telepítése
Az autófóliázás előkészítő lépéseit, tehát a szerelést, tisztítást és ellenőrzést követően, megkezdődik a telepítés. Az elemek kisebb megkötéssel tetszőleges sorrendben megmunkálhatók, műhelyenként és gépjárművenként eltér a bevált gyakorlat. Az egyes idomok kötöttsége a logikai és a gazdaságosság közös metszetéből származik, ilyenek a hátsó sárvédő és az ajtók besorolása, hiszen egyikből kerül kivágásra a másik kettő. Más kötött sorrendek a telepítés technológiájától függenek, például a pótlások, amik optimális esetben előbb kerülnek fel az elemre, mint a teljes felületet fedő darab. Ezen toldások anyag szükségleteit, más nagy nyesedékű idomok adják ki, például kerékjárati ívek kieső részei, vagy az oszlopok nagyolásából keletkező háromszögek. Ebből a szempontból vizsgálva a logikai sorrend adja magát, először célszerű a felesleg képző elemek autó fóliázását elvégezni, majd a pótlás szükségletű idomokkal folytatni. Egy közepes méretű jármű átlagban 30-40 olyan kisebb-nagyobb levágott darabot ad, ami alkalmas az említett célokra.

### Autó fóliázás telepítése gépháztetőre
A gépháztető autófóliázása a legtöbb esetben két emberes feladat. Az elem jobb és bal oldalán elhelyezkedve a szélvédő felől kezdik meg a hordozó visszahajtását, majd a felső szegmens leragasztását. Ezt követően a papír fokozatos eltávolításával, az anyag feszítésével és folyamatos két irányú kasírozással rögzítik a motorháztető felületén. A felragasztott elem eldolgozása már nem igényel két szakembert, akár egyedül is kivitelezhető. A leragasztott autó fóliázás az idomhatárokon körbevágható, majd a formának megfelelően visszahajtható, lemelegíthető.

### Autófóliázás telepítése első lökhárítóra
Az első lökhárító karosszéria fóliázása a pótlások megtervezésével és felhelyezésével kezdődik. A megfelelő toldásokkal esztétikus és tartós eredmény érhető el, ezért kiemelt fontosságú az előzetes formavizsgálat. A fő felület autófóliázása ez után elvégezhető, rendszerint 2 telepítő végzi, az egyik az autófólia feszesen tartásáért és ívre fordításáért felel, a másik fokozatos kasírozással rögzíti és formálja a lökhárító idomainak megfelelően. A felhúzott autó fóliázás eldolgozása már szóló feladat, az elemszéleknek és pótlásoknak megfelelően megvágják és visszahajtogatják. A lökhárító karosszériafóliázásának utolsó lépése a lemelegítés, amivel az anyag rögzítésre kerül.

### Autó fóliázás telepítése első sárvédőre
Az első sárvédő autó fóliázása egy ember munkájára formál igényt, felhúzása és eldolgozása egyszerűnek nevezhető, a bonyolultabb elemekhez képest. Az esetek döntő többségében a fényszóró felől kezdik meg a telepítést, rögzítés után folyamatos feszítéssel fektetik fel a felületre. Az eldolgozás a szomszédos idomok peremei mellett elvégzett vágással kezdődik, majd hővel és fokozatos simítással, az elem belső peremeire történő visszafordítással folytatódik. A kész visszahajtásokat meleg levegővel lesütik, ezzel fixálva a geometriát. Az első sárvédő karosszériafóliázás maradékaiból számos más elem pótlása elkészíthető, felhasználható, így érdemes a kivitelezési sorrend elejére venni.

### Autófóliázás telepítése hátsó sárvédőre
A hátsó sárvédő fóliázása autó típustól függően egy, akár több emberes feladat is lehet. Jellemzően a küszöb és az A-B-C oszlopok áthidaló szakasza minősül komolyabb kihívásnak, ha ezek egyetlen anyagból állnak. Ilyenkor akár 3-3,5 méter is lehet a kezelendő fólia, amivel könnyem meggyűlhet a telepítő baja. A hátsó sárvédő autófóliázása a pótlásra alkalmas nyesedékek mellett, az első és hátsó ajtókra szükséges darabokat is tartalmazza, ezért elvégzése sorrendben az említettek előtt kivitelezendő.

### Autó fóliázás telepítése hátsó ajtóra
A hátsó ajtó karosszériafóliázása általában a szomszédos sárvédőt követően kerül megmunkálásra. A kivágott anyag kettévágása után, némi csúsztatással helyezhető fel a felületre. A legtöbb hátsóajtó karosszéria fóliázás szempontjából nem tartalmaz extrém íveket, vagy erősebb töréseket, így a felület gyorsan felfeszíthető. Az elem nehézsége a kilincsgödör bedolgozásában és a víz lehúzó lécek alsó szakaszának behajtásában felfedezhető. Az eldolgozás ennek megfelelően nagy körültekintéssel és koncentrációval történik.

### Autófóliázás telepítése első ajtóra
Az első ajtó autó fóliázása nem sokban tér el hátsó szomszédjától, felülete alapvetően egyszerű, mellőzi az éles töréseket és a komolyabb íveket, így az anyag kifeszítése és leragasztása nem bonyolult folyamat. Eldolgozás tekintetében a kilincsgödör, a víz lehúzó léc, illetve a visszapillantó tükör okozhat kihívásokat. A körbevágott anyag visszahajtogatása, majd lemelegítése ennél az elemnél is kiemelt fontosságú, a tartósság szempontjából.

### Autó fóliázás telepítése hátsó lökhárítóra
A hátsó lökhárító karosszéria fóliázásának a pótlások pontos megtervezése és felhelyezése a kiinduló és egyben legfontosabb lépése. Az optimális mennyiségű toldás használata egyszerre segíti elő a kiváló esztétikát és az elérhető legnagyobb tartósságot. A fő felület telepítése két fóliás szakember közreműködésével ezután már egyszerűen kivitelezhető. A leragasztást követően az élek megvágásával, visszahajtásával és lemelegítésével véglegesíthető a hátsó lökhárító autófóliázás.

### Autófóliázás telepítése csomagtérajtóra
A csomagtérajtó karosszériafóliázásánál először a felületek elosztását, elemeit érdemes felmérni, majd az esztétika-tartósság egyensúly figyelembevételével megtervezni. Egyes csomagtérfedelek 2-3 nagyobb szakaszt is tartalmaznak, amiket vagy éles törés, vagy akár idomhézagok határolnak. Ezeknek a karosszéria fóliázása akár egy emberes feladatként is kivitelezhető, de hatékonyabb, ha ketten feszítik fel az alapot, majd a légbuborékok kisimítását és az eldolgozást már újra szólóban végezhetik.

### Autó fóliázás telepítése tetőre
Az utastértető autó fóliázásának menete modellenként eltérő. Számos lemez tartalmaz bordákat, légterelőket, antennákat, nem ritka a csavarozott, vagy más módon rögzített csomagtartó sem. Ezeknek a bontása nem mindig lehetséges, így a karosszériafóliázásuk számos olyan praktikát igényel, amit csak a tapasztalt kivitelezők ismernek, végzik kellő gyakorlattal ahhoz, hogy a karosszéria fóliázás az elérhető legjobb minőségben, legszebb esztétikával és a legnagyobb tartóssággal készüljön el. A kivitelezés tekintetében két szakemberes feladat, az autófóliások párban két oldalról, rendszerint a csomagtér ajtótól kezdve, előre haladva telepítik fel.
A kiegészítő elemek karosszéria fóliázása általában a fő felületek és nagy idomok befejezése után történik, mondhatni a munka megkoronázásaként. Ide tartoznak az antenna vagy uszony elemek, a szélesítések, szárnyak, spoilerek, diffúzorok és légterelők. Sok esetben ezek nem is az alap autófóliázás anyagából, hanem egy kiegészítő színből készülnek. Ez a játékosság nem csak optikailag dobja fel az autót, de gyakran a formavilág kiemelésében, vagy vizuális megváltoztatásában is komoly szerepet játszik.

## Kavicsfelverődés és karcok elleni karosszéria fóliázás
A kővédő autófóliázás is készülhet új, vagy használt autóra egyaránt. Célja a felpattanó kövek, egyéb közúti hulladékok, illetve a karcok kivédése.

### Kővédő vagy kavicsfelverődés elleni autófóliázás
A kavicsfelverődés napjaink egyik legsúlyosabb autóamortizációs problémája. Vezethetünk bármilyen óvatosan vagy lassan, állhat az autó akár 50-100 méterre a közutaktól, a felpattanó kavicsok lesben állnak. Egy autó évenkénti újrafényezése megoldást jelenthet a problémára, de mind költségében, mind tartósságában, nem beszélve a rétegvastagság miatti értékcsökkenésről, más megoldás lehet az optimális. A kavicsfelverődés elleni autófóliák, speciálisan erre a célra lettek kifejlesztve. Megvédik autónkat a legtöbb kőfelverődéstől, sok esetben még a vandalizmustól is. Az új fejlesztések révén már nem csak fényes kivitelben jutunk hozzá a kővédő fóliához. Létezik matt, illetve szatén változat is. A kővédő fóliázás szinte egy befektetésnek minősül. Új autónk makulátlan fényezését védi a fizikai behatások ellen, ezért ha pár év múltán el szeretnénk adni autónkat, a kővédő fólia eltávolítása után újra ott terem a gyári, tökéletes fényezés, így kedvezőbb áron tudjuk értékesíteni. Ha eldöntöttük, hogy autónk karosszériájára valamilyen védőfóliát telepíttetünk az anyag kiválasztásán kívül a legfontosabb, hogy minden esetben szakképzett telepítőt válasszunk! A legjobb minőségű anyag is hamar tartását veszti ha a telepítés nem volt szakszerű.

#### A jó kőfelverődés elleni fólia jellemzői
- legalább 150 mikron vastagság
- Poliuretén anyag
- Nagy rugalmasság
- 5 év garancia

#### Mi ellen nyújt védelmet a karosszériavédő fólia?
- Útról felpattanó kavicsok.
- Fagallyak okozta húzások, sérülések.
- Bogarak által okozott sérülések, foltok.
- Egyéb külső hatások.

## Gyártástechnológia
Az autófóliák gyártását illetően két technológia létezik. Az öntött és a hengerelt fólia típus. Az öntött fólia lágyabb, ezáltal magasabb minőséget képvisel a hengerelt változatnál.
Hengerelt autófólia: sík és enyhén ívelt felületekre alkalmazható. A PVC-t hengerek között nyomják át, amíg a kívánt vastagságot el nem éri az anyag. A gyártás során feszültség keletkezik az anyagban, ezért telepítés után minden irányban zsugorodni kezd.
Öntött autófólia: mélycsatornákban és nagyobb íveken alkalmazható, mert nem zsugorodik sokat. A vegyianyagot ráöntik egy lapra, amit sütőben kisütnek.